# بی‌خدایی ندانم‌گرا
بی‌خدایی ندانم‌گرا (یا ندانم‌گرایی بی‌خدا) (به انگلیسی: Agnostic atheism) موضعی فلسفی است که بی‌خدایی و ندانم‌گرایی را دربرمی‌گیرد. بی‌خدایان ندانم‌گرا، بی‌خدا هستند؛ چون اعتقادی به وجود خدایی ندارند، و ندانم‌گرا هستند چون مدعی‌اند که وجود یک خدا، به‌طور ذاتی، ناشناختنی یا با توجه به مدارک فعلی ناشناخته است. بی‌خدای ندانم‌گرا ممکن است در مقابل خداباور ندانم‌گرا قرار بگیرد، که معتقد است یک یا چند خدا وجود دارند ولی مدعی است وجود یا عدم وجود آن ناشناخته است یا همیشه غیرقابل شناخت باقی خواهد ماند.

## نمونه
برتراند راسل از مثال مشهور «قوری چای آسمانی» استفاده می‌کند. به این شکل که استدلال می‌کند غیرممکن است ما وجود قوری چای را در آسمان بدانیم، ولی با این حال اکثر مردم به چنین قوری‌ای اعتقادی ندارند؛ بنابراین، موضع ما نسبت به وجود قوری، ناقوری‌گرایی ندانم‌گرا است، زیرا با وجود اینکه ما به وجود قوری اعتقاد نداریم، ادعای دانستن قطعی عدم وجود آن را نمی‌کنیم.